# Фунзі (острів)
Фу́нзі — острів і поселення в прибережній провінції Кенії. Фунзі входить до складу чотирьох островів покритих мангровими заростями, де Фунзі є головним островом і тільки один з постійними жителями. Існує одне село на острові, близько 1500 членів племені Ширазі. Архіпелаг розташований в районі Квале і менш відомий для туристів, ніж сусідній пляж Діані.

## Навколишнє середовище
Острів славиться своїми недоторканими пляжами і є найкращим місцем гніздування різних морських черепах, таких як зелені черепахи (Chelonia Mydas), Бісса (Eretmochelys imbricata) та Шкіряста черепаха (Dermochelys coriacea). Ці види класифікують, як під загрозою зникнення або на межі зникнення Всесвітнього союзу охорони природи (МСОП), але знаходяться на Фунзі через низький ступінь втручання людини у природні піщані пляжі. Тим не менш, черепахам загрожує більша небезпека у зв'язку з розширенням на Фунзі не-екологічного туризму та сильного тиску від руйнівних методів рибальства і різних джерел забруднення.